# 機動戰士GUNDAM 00
《機動戰士GUNDAM 00》（日语：／ Kidō Senshi Gandamu Daburu Ō）是GUNDAM系列的電視動畫第12部作品。動畫共分兩季，第一季共25話於2007年10月至2008年3月間在每日放送（MBS）、東京放送（TBS）系列播放，第二季於2008年10月5日起播出。本動畫亦是GUNDAM系列首次以HDTV的方式播放。
故事起始時間為公元2307年，描寫4位操控人型機動兵器「GUNDAM」的GUNDAM機師，為了把戰爭從世界上根絕而戰鬥。標題的「00」是2個數字0，讀作，這是由於英語中的「Zero」，用作數字時可發音為英文字母「“O”（oʊ）」。
2009年3月29日在動畫最後一集播畢後，製作單位發表《劇場版 -A wakening of the Trailblazer-》的消息，這部劇場版已於2010年9月18日在日本上映。

## 故事簡介

### 第一季
由於地球上的化石燃料枯竭，人類開始依靠太阳能發電作為新的能源。西元2307年，以三座長度約五萬公里的軌道升降機為中心，建構完成巨大的太陽能發電衛星，但是能夠使用此系統的，只有共同參與其興建的同盟國家而已。
為了建造這幾座能產生半永久能源的軌道升降機，世界各區域經過統合，形成三個超大國家群。分別是以美國為中心的「太陽能與自由國家聯邦」（Union）；以中國、俄羅斯與印度為中心的「人類革新聯盟」（人革聯）；以及歐洲的「新歐洲共同體」（AEU）。因軌道升降機體積巨大而難以防禦，構造上也極其脆弱，在此緊張狀態下，三大國家群為了各自的威信和繁榮，逐漸擴大彼此間的零和博弈。
在這無法結束紛爭的世界，出現了擁有超規格性能機動戰士（Mobile Suit）「GUNDAM」的私設武裝組織「天上人」（Celestial Being）。為了根絕戰爭，他們進行着超越了民族、国家、宗教的武力介入行動。
於是，以GUNDAM對全戰爭行為的武力介入開始了。

### 第二季
西元2312年，天上人與聯合國軍在2307年進行大決戰的五年後，人類已建立地球聯邦政府。為了追求更進一步的國家間之統合，以及人類意識的統一，該政府在地球聯邦正規軍之外，設立獨立治安維持部隊「A-Laws」，目的為對所有危害地球聯邦的勢力與主義、思想等，進行非人道的壓迫，對象包括反地球聯邦的國家、純源（Katharon）反抗組織，以及再次出現的天上人。
為了遵守與露意絲·哈利維的約定，朝着成為太空工程師之路前進的沙慈·克洛斯羅德，也身不由己地，捲進了地球聯邦政府的變革中。
另一方面，在四年前的最終決戰中，存活下來的剎那·F·塞耶，默默注視着因為受天上人影響而變革的世界，所產生出來的變化。打倒監視者亞歷漢卓·科納後，他夢想着世界從此變得和平，再沒有任何紛爭。可是，他所看到的卻是一個由「A-Laws」所製造出來的、扭曲的和平，世界維持在「歪斜」的狀態，於是他決定與能夠改變世界的力量——「GUNDAM」再次一同戰鬥。

## 主題曲

### 第一季
片頭曲
- 「DAYBREAK'S BELL」（1～13話）
  - 作詞：hyde
  - 作曲：ken
  - 編曲：L'Arc~en~Ciel
  - 主唱：L'Arc~en~Ciel（Ki/oon Records）
- 「Ash Like Snow」（14～25話）
  - 作詞：川瀬智子
  - 作曲：奥田俊作
  - 主唱：the brilliant green（DefSTAR Records）

片尾曲
- （1～13話）
  - 作詞：菅波榮純
  - 作曲：THE BACK HORN
  - 編曲：THE BACK HORN
  - 主唱：THE BACK HORN（SPEEDSTAR RECORDS）
- （14～24話）
  - 作詞：Stephanie、矢住夏菜
  - 作曲：Joe Rinoie、MASAKI
  - 編曲：Joe Rinoie、峰正典
  - 主唱：Stephanie（日本新力音樂）
- 「DAYBREAK'S BELL」（25話）

插曲
- 「LOVE TODAY」（第19話、第24話）
  - 作詞：菜穂
  - 作曲：菜穂、佑次
  - 編曲：Taja
  - 主唱：Taja

### 第二季
片頭曲
- （1[2]～13話）
  - 作詞：TAKUYA
  - 作曲：克哉、TAKUYA
  - 編曲：UVERworld、平出悟
  - 主唱：UVERworld
- （14～25話）
  - 作詞：AIMI
  - 作曲：AIMI
  - 編曲：stereopony、northa+
  - 主唱：ステレオポニー

片尾曲
- 「Prototype」（2～13話）
  - 作詞：石川智晶
  - 作曲：石川智晶
  - 編曲：
  - 主唱：石川智晶
- 「TOMORROW」（第14話）（第14話、第15話、第18話、第20話、第21話、第25話插曲使用）
  - 作詞：黑田洋介、
  - 作曲：淺見昴生、川井憲次
  - 編曲：
  - 主唱：恒松步
- 「trust you」（15～24話）（第20話插曲使用）
  - 作詞：MARKIE
  - 作曲：MARKIE
  - 編曲：JIN NAKAMURA
  - 主唱：伊藤由奈
- 「DAYBREAK'S BELL」（第25話）

插曲
- 「Unlimited Sky」（第7話、第18話、第22話、第25話）
  - 作詞：Tommy heavenly6
  - 作曲：Chillion Brownle
  - 編曲：Chillion Brownle
  - 主唱：Tommy heavenly6

## 製作人員
- 监督：水岛精二
- 脚本：黑田洋介
- 角色原案：高河弓
- 角色设定：千叶道德
- 机械设计：大河原邦男、海老川兼武、柳濑敬之
- 机械概念设计：福地仁、寺冈贤司
- 动画机械设定：中谷诚一
- 音響監督：三間雅文
- 音乐：川井憲次
- 美术设计：须江信人
- 色彩设定：手嶋明美
- 美术监督：佐藤豪志
- 机械考证：千叶智宏、寺冈贤司
- 设定协力：
- 监制：竹田青滋（毎日放送）、宮河恭夫（Sunrise）
- 制片人：丸山和雄（毎日放送）、池谷浩臣（Sunrise）、佐佐木新（Sunrise）
- 制作：創通、日昇動畫、毎日放送
- 解说旁白：古谷徹（日本）；招世亮（香港）；王希華（台灣）

## 各集標題

### 第一季
下表列出第一季共25集及總集篇播放列表，放送日為日本首播時間。
全劇劇本皆由黑田洋介撰寫。
| 話數   | 放送日         | 日文標題 | 大陸標題       | 台灣標題     | 香港標題     | 分鏡                                | 演出              | 作畫監督 | 作畫監督                      |
| 話數   | 放送日         | 日文標題 | 大陸標題       | 台灣標題     | 香港標題     | 分鏡                                | 演出              | 角色     | 機械                          |
| ------ | -------------- | -------- | -------------- | ------------ | ------------ | ----------------------------------- | ----------------- | -------- | ----------------------------- |
| 1      | 2007年10月6日  |          | 天人           | 天上人       | 天人部隊     | 大塚健 水島精二                     | 北村真咲          | 千葉道德 | 中谷誠一                      |
| 2      | 2007年10月13日 |          | Gundam Meister | 鋼彈尖兵     | 高達使者     | 寺岡巖                              | 大和直道          | 高村和宏 | 有澤寛                        |
| 3      | 2007年10月20日 |          | 改变的世界     | 改變的世界   | 世界在變     | 水島精二                            | 吉村章            | 大貫健一 | 西井正典                      |
| 4      | 2007年10月27日 |          | 对外交涉       | 對外折衝     | 對外交涉     | 松尾衡                              | 上田茂            | 新保卓郎 | 高瀨健一                      |
| 5      | 2007年11月3日  |          | 脫离临界领域   | 脫離臨界領域 | 墜毀邊緣     | 榎本明廣                            | 榎本明廣          | 森下博光 | 松田寛                        |
| 6      | 2007年11月10日 |          | 七剑           | 七劍         | 七劍         | 北村真咲                            | 北村真咲          | 松川哲也 | 佐村義一 有澤寛               |
| 7      | 2007年11月17日 |          | 无法平复的灵魂 | 未瞑之魂     | 夢魘難平     | 寺岡巖                              | 大和直道          | 千葉道德 | 大塚健                        |
| 8      | 2007年11月24日 |          | 无差別报复     | 無限制報復   | 隨機報復     | 木村真一郎                          | 吉村章            | 大貫健一 | 西井正典                      |
| 9      | 2007年12月1日  |          | 大国的威信     | 大國的威信   | 大國威信     | 上田茂                              | 上田茂            | 新保卓郎 | 高瀨健一                      |
| 10     | 2007年12月8日  |          | 高达捕获作战   | 鋼彈捕獲作戰 | 俘擄高達作戰 | 榎本明廣                            | 榎本明廣          | 森下博光 | 松田寛                        |
| 11     | 2007年12月15日 |          | 阿雷路亚       | 阿雷路亞     | 阿路耶       | 北村真咲                            | 北村真咲          | 今泉良一 | 佐村義一                      |
| 12     | 2007年12月22日 |          | 朝向教义的尽头 | 教義的結果   | 教義之終     | 角田一樹                            | 角田一樹          | 松川哲也 | 有澤寛                        |
| 13     | 2008年1月5日   |          | 圣者的归来     | 聖者的歸還   | 聖者回歸     | 長崎健司                            | 長崎健司          | 大貫健一 | 西井正典                      |
| 14     | 2008年1月12日  |          | 决意的清晨     | 決意的早晨   | 決意之朝     | 大和直道 水島精二                   | 大和直道          | 新保卓郎 | 高瀨健一                      |
| 15     | 2008年1月19日  |          | 折断之翼       | 折斷的翅膀   | 斷折之翼     | 西本由紀夫                          | 上田茂            | 森下博光 | 大塚健                        |
| 16     | 2008年1月26日  |          | 三位一体       | 崔尼提       | 三位一體     | 北村真咲                            | 北村真咲          | 今泉良一 | 松田寛                        |
| 17     | 2008年2月2日   |          | 座天使的强袭   | 座天使來襲   | 斯洛尼強襲   | 榎本明廣                            | 榎本明廣          | 松川哲也 | 有澤寛                        |
| 18     | 2008年2月9日   |          | 恶意之矛       | 惡意所向     | 惡意之矛     | 長崎健司                            | 長崎健司          | 大貫健一 | 西井正典                      |
| 19     | 2008年2月16日  |          | 羁绊           | 羈絆         | 羈絆         | 木村真一郎 水島精二                 | 上田茂            | 新保卓郎 | 高瀬健一                      |
| 20     | 2008年2月23日  |          | 变革之刃       | 變革之刃     | 變革之刃     | 角田一樹                            | 角田一樹          | 森下博光 | 佐村義一                      |
| 21     | 2008年3月1日   |          | 灭亡的道路     | 毀滅之道     | 滅亡之路     | 大和直道 角田一樹 水島精二          | 大和直道          | 今泉良一 | 松田寛                        |
| 22     | 2008年3月8日   |          | Trans-AM       | Trans-AM     | Trans-AM     | 北村真咲                            | 北村真咲          | 松川哲也 | 有澤寛                        |
| 23     | 2008年3月15日  |          | 制止全世界     | 阻止世界     | 制止世界     | 長崎健司                            | 長崎健司          | 大貫健一 | 西井正典                      |
| 24     | 2008年3月22日  |          | 无尽的诗篇     | 無盡的詩歌   | 無盡哀詩     | 榎本明廣 水島精二 長崎健司 北村真咲 | 上田茂            | 新保卓郎 | 高瀬健一                      |
| 25     | 2008年3月29日  |          | 剎那           | 剎那         | 剎那         | 寺岡巖 角田一樹 水島精二            | 角田一樹 水島精二 | 千葉道德 | 中谷誠一 大塚健 松田寛 有澤寛 |
| 總集篇 | 2008年10月3日  |          | 天使們的軌跡   | 天使們的軌跡 | 眾天使的軌跡 |                                     |                   |          |                               |

### 第二季
下表列出第二季共25集播放列表，放送日為日本首播時間。
全劇劇本皆由黑田洋介撰寫。
| 話數 | 放送日         | 日文標題 | 台灣標題         | 香港標題       | 分鏡                     | 演出              | 作畫監督          | 作畫監督          |
| 話數 | 放送日         | 日文標題 | 台灣標題         | 香港標題       | 分鏡                     | 演出              | 角色              | 機械              |
| ---- | -------------- | -------- | ---------------- | -------------- | ------------------------ | ----------------- | ----------------- | ----------------- |
| 1    | 2008年10月5日  |          | 天使再臨         | 天使再臨       | 水島精二 角田一樹        | 角田一樹          | 千葉道德          | 中谷誠一 阿部邦博 |
| 2    | 2008年10月12日 |          | 雙重動力裝置     |                | 北村真咲                 | 北村真咲          | 今泉良一          | 有澤寬            |
| 3    | 2008年10月19日 |          | 阿雷路亞奪還作戰 | 營救阿路耶行動 | 長崎健司                 | 長崎健司          | 大貫健一          | 西井正典          |
| 4    | 2008年10月26日 |          | 戰鬥的理由       | 戰鬥理由       | 寺岡巖                   | 宅野誠起          | 新保卓郎          | 高瀬健一          |
| 5    | 2008年11月2日  |          | 故國燃燒         | 故國燃燒       | 上田茂                   | 上田茂            | 森下博光          | 松田寛            |
| 6    | 2008年11月9日  |          | 傷痕             | 傷痕           | 北村真咲                 | 名取孝浩          | 松川哲也          | 阿部邦博          |
| 7    | 2008年11月16日 |          | 再會與離別       | 再會、離別     | 角田一樹                 | 角田一樹 水島精二 | 千葉道德          | 大塚健            |
| 8    | 2008年11月23日 |          | 純潔的扭曲       | 純潔蒙塵       | 長崎健司                 | 高田正典          | 大貫健一          | 西井正典          |
| 9    | 2008年11月30日 |          | 無法拭去的過去   | 往昔難拭       | 寺岡巖                   | 宅野誠起          | 新保卓郎          | 高橋健一          |
| 10   | 2008年12月7日  |          | 天之光           | 天上之光       | 上田茂                   | 上田茂            | 森下博光          | 松田寛            |
| 11   | 2008年12月14日 |          | 00之聲           | 00之聲         | 北村真咲                 | 北村真咲          | 松川哲也          | 松川哲也          |
| 12   | 2008年12月21日 |          | 在宇宙等待       | 在宇宙中等你   | 長崎健司                 | 長崎健司          | 池田佳代          | 池田佳代          |
| 13   | 2008年12月28日 |          | 死兆炮攻略戰     | 攻略戰         | 寺岡巖                   | 角田一樹 高橋正典 | 新保卓郎          | 高瀬健一          |
| 14   | 2009年1月11日  |          | 聽見歌聲         | 歌聲蕩耳       | 宅野誠起                 | 宅野誠起          | 大貫健一          | 西井正典          |
| 15   | 2009年1月18日  |          | 反抗的凱歌       | 反抗凱歌       | 上田茂                   | 上田茂            | 森下博光          | 松田寛            |
| 16   | 2009年1月25日  |          | 悲劇的序章       | 悲劇序篇       | 寺岡巖                   | 北村真咲          | 松川哲也          | 阿部邦博          |
| 17   | 2009年2月1日   |          | 在消散的光芒中   | 消散光芒之中   | 長崎健司                 | 長崎健司          | 池田佳代          | 中谷誠一 有澤寬   |
| 18   | 2009年2月8日   |          | 交錯的思念       | 思念交錯       | 角田一樹 水島精二        | 角田一樹          | 新保卓郎          | 高瀬健一          |
| 19   | 2009年2月15日  |          | 變革者之影       | 變革者之影     | 北村真咲                 | 宅野誠起          | 大貫健一          | 西井正典          |
| 20   | 2009年2月22日  |          | 艾紐回歸         | 艾燎回歸       | 寺岡巖                   | 綿田慎也          | 森下博光          | 大塚健            |
| 21   | 2009年3月1日   |          | 革新之扉         | 革新之扉       | 上田茂                   | 上田茂            | 松川哲也          | 阿部邦博          |
| 22   | 2009年3月8日   |          | 為了未來         | 為了未來       | 寺岡巖 角田一樹 水島精二 | 名取孝浩          | 池田佳代          | 松川寛            |
| 23   | 2009年3月15日  |          | 生命之華         | 生命之華       | 北村真咲                 | 宅野誠起          | 上田茂            | 高瀬健一          |
| 24   | 2009年3月22日  |          | BEYOND           | BEYOND         | 長崎健司                 | 長崎健司          | 大貫健一          | 西井正典          |
| 25   | 2009年3月29日  |          | 再生             | 再生           | 寺岡巖 角田一樹 水島精二 | 角田一樹 水島精二 | 千葉道德 森下博光 | 中谷誠一 大塚健   |

## 播放電視台
日本
| 每日放送、TBS電視台 星期六 18:00－18:30 節目 | 每日放送、TBS電視台 星期六 18:00－18:30 節目             | 每日放送、TBS電視台 星期六 18:00－18:30 節目 |
| -------------------------------------------- | -------------------------------------------------------- | -------------------------------------------- |
|                                              | 機動戰士GUNDAM 00 第1季 （2007年10月6日－2008年3月29日） |                                              |
| 奔向地球                                     | 報道特集 （17:30－18:50）                                |                                              |
| 每日放送、TBS電視台 星期日 17:00－17:30 節目 |                                                          |                                              |
| Code Geass 反叛的魯路修R2                    | 機動戰士GUNDAM 00 第2季 （2008年10月5日－2009年3月29日） | 鋼之鍊金術師 FULLMETAL ALCHEMIST             |

## 相關產品
日期未標註地區者皆為日本之發售日期。

### DVD
第一季
- VOL.1 收录第1～2话（日本2008年1月25日／台灣2008年8月13日發售）
- VOL.2 收录第3～6话（日本2008年2月2日／台灣2008年9月25日發售）
- VOL.3 收录第7～10话（日本2008年3月25日／台灣2008年10月25日發售）
- VOL.4 收录第11～14话（日本2008年4月25日／台灣2009年1月22日發售）
- VOL.5 收录第15～18话（日本2008年5月23日／台灣2009年1月22日發售）
- VOL.6 收录第19～22话（日本2008年6月25日／台灣2009年2月6日發售）
- VOL.7 收录第23～25话（日本2008年7月25日／台灣2009年2月6日發售）

第二季
- VOL.1 收錄第1～2话（日本2009年2月20日／台灣2009年4月28日發售）
- VOL.2 收錄第3～6话（日本2009年3月27日／台灣2009年5月26日發售）
- VOL.3 收錄第7～10话（日本2009年4月24日／台灣2009年6月26日發售）
- VOL.4 收錄第11～14话（日本2009年5月26日／台灣2009年7月24日發售）
- VOL.5 收錄第15～18话（日本2009年6月26日／台灣2009年8月12日發售）
- VOL.6 收錄第19～22话（日本2009年7月24日／台灣2009年9月25日發售）
- VOL.7 收錄第23～25话（日本2009年8月25日／台灣2009年10月26日發售）

特別篇
- VOL.1 CELESTIAL BEING （日本2009年10月27日發售）
- VOL.2 END OF WORLD （日本2009年12月22日發售）
- VOL.3 RETURN THE WORLD （日本2010年2月23日發售）

### 藍光光碟
第一季
- VOL.1 收錄第1～2話（2008年8月22日發售）
- VOL.2 收錄第3～6話（2008年8月22日發售）
- VOL.3 收錄第7～10話（2008年9月26日發售）
- VOL.4 收錄第11～14話（2008年10月24日發售）
- VOL.5 收錄第15～18話（2008年11月21日發售）
- VOL.6 收錄第19～22話（2008年12月19日發售）
- VOL.7 收錄第23～25話（2009年1月23日發售）

第二季
- VOL.1 收錄第1～2話（2009年2月20日發售）
- VOL.2 收錄第3～6話（2009年3月27日發售）
- VOL.3 收錄第7～10話（2009年4月24日發售）
- VOL.4 收錄第11～14話（2009年5月26日發售）
- VOL.5 收錄第15～18話（2009年6月26日發售）
- VOL.6 收錄第19～22話（2009年7月24日發售）
- VOL.7 收錄第23～25話（2009年8月25日發售）

特別篇
- VOL.1 CELESTIAL BEING （2009年10月27日發售）
- VOL.2 END OF WORLD （2009年12月22日發售）
- VOL.3 RETURN THE WORLD （2010年2月23日發售）

### UMD
特別篇
- VOL.1 CELESTIAL BEING （2009年10月27日發售）
- VOL.2 END OF WORLD （2009年12月22日發售）
- VOL.3 RETURN THE WORLD （2010年2月23日發售）

### CD
角色單曲
- （2008年8月13日發售）
- （2008年9月24日發售）
- （2008年10月22日發售）
- （2008年11月19日發售）
- （2009年8月26日發售）
- （2009年10月21日發售）
- （2010年2月24日發售）

廣播劇
- （2008年7月23日發售）
- （2008年9月24日發售）
- （2009年6月10日發售）
- （2009年7月8日發售）

電台廣播CD
- （2008年8月30日發售）
- （2008年11月19日發售）
- （2009年3月31日發售）

### 遊戲
NDS
- 「機動戰士GUNDAM 00」（2008年3月27日發售）

PlayStation 2
- 「機動戰士GUNDAM 00 鋼彈尖兵」（2008年10月16日發售）

PlayStation Portable
- 2011年4月11日南夢宮萬代發售PlayStation Portable用遊戲軟體『第2次超級機器人大戰Z』。

## 外傳

### 機動戰士GUNDAM 00P
外傳於電擊 Hobby連載，第一季故事時間點設定在西元2292年，第二季則是西元2302年。
連載完結，小說2本，共有25話。

### 機動戰士GUNDAM 00F
於GUNDAM ACE連載，故事時間點設定在西元2307年（與本傳第一季相同）至本傳第二季前，主角是隸屬於天使(天上人的支援團體)，第五位鋼彈尖兵－馮恩·史帕克(Fon Spaak)。
連載完結，單行本4卷，共有20話。

### 機動戰士GUNDAM 00V
於Hobby Japan連載，利用單元式的方法為本傳的內容做補充，故事時間點設定在本傳第一季至第二季。
連載完結，解說書1本，共有23話。

### 機動戰士GUNDAM 00V戰記
於Hobby Japan連載，故事時間點設定在本傳第二季之後時間。
連載結束，解說書1本，共有18話。

### 機動戰士GUNDAM 00I
於GUNDAM ACE連載，故事時間點設定在西元2312年（與本傳第二季相同）。
連載完結，單行本3卷，共有14話。

### 機動戰士GUNDAM 00I 2314
於GUNDAM ACE連載，第一季00I兩年後開始（與本傳劇場版相同），00外傳的最後作品。
連載完結，單行本1卷，共有4話。

### 機動戰士GUNDAM 00N
於電擊Hobby連載，故事時間點設定在機動戰士GUNDAM 00P之後時間，以報導的觀點看00世界。
連載結束，解說書1本，共有16話。

## 備註
1. ↑  稱為「Gundam Meister」，「Gundam Meister」中的為德文，相當於英文的
2. 1 2  中國電視公司翻譯
3. 1 2  電視廣播有限公司翻譯

## 外部連結
- 日本GUNDAM 00 劇場網站（日語）
- 日本GUNDAM 00 官方網站 （日語）（页面存档备份，存于）
- 日本GUNDAM 00 外傳網站 （页面存档备份，存于）（日語）
- 台灣GUNDAM 00 官方網站 （页面存档备份，存于）（繁體中文）
- 機動戰士鋼彈00劇場版(A wakening of the Trailblazer) - Yahoo!奇摩電影 （页面存档备份，存于）（繁體中文）

### 播映平台
- 优酷独播专区 （页面存档备份，存于）（简体中文）
- 土豆网独播专区 （页面存档备份，存于）（简体中文）
- 爱奇艺独播专区（第一季）（简体中文）
- 爱奇艺独播专区（第二季） （页面存档备份，存于）（简体中文）
- 敢达00剧场版 2010:觉醒的尖兵-优酷独播专区 （页面存档备份，存于）（简体中文）
- 鋼彈00第一季-巴哈姆特動畫瘋 （页面存档备份，存于） （繁體中文）
- 鋼彈00第二季-巴哈姆特動畫瘋 （页面存档备份，存于） （繁體中文）